# 986

## Догађаји
- 2. март — Краљ Лотар III (или Лотар IV) умире након 32-годишње владавине у Лаону. Луј V је постао краљ Франака.

- 17. август – Битка код Трајанових врата: Цар Василије II предводи византијске експедиционе снаге (30.000 људи) против Бугара како би заузели тврђаву Средец. Након опсаде од 20 дана, Василије је приморан да се повуче из Софијске долине према граду Ихтиману (кроз пролаз познат као Трајанова врата). Бугари под царем Самуилом нападају из заседе и побеђују византијске снаге. Само елитна Варјашка гарда бежи са великим жртвама и води Василија на сигурно споредним путевима.
- Ел-Мансур, де факто владар Ал-Андалуза, наставља своје напоре на северу Иберијског полуострва и пљачка град Коимбру (данашњи Португал).
- Царица Теофанија, у пратњи шестогодишњег краља Отона III и Хајнриха II од Баварске, предводи кампању против Бохемије и Словена на граници Елбе.
- Мјешко I, војвода, владар Пољске, заклиње се на верност Отону III и Светом римском царству. Обећава помоћ у Отоновом рату против Словена.
- Битка код Хјерунгавагра: Грофови од Ладеа под вођством Хокона Сигурдсона (Моћног) побеђују данску инвазијску војску коју предводе Јомсвикинзи у западној Норвешкој.
- Краљ Харалд II Плавозуби умире након 28-годишње владавине (протера га у егзил). Наслеђује га син Свен I Рашљобради као владар Данске и Норвешке.
- Сабуктигин, емир династије Газнавида, напада Индију. Проширује емират између долине Кабула и реке Инд након што је победио краља Џајапалу.
- Цар Казан абдицира након политичке борбе са породицом Фуџивара. Наследио га је његов шестогодишњи рођак Ичиџо као 66. цар (тено) Јапана.
- Кампања на превоју Чи Го: Династија Сунг шаље војске на три фронта против династије Лиао у шеснаест префектура, али су поражене на свим фронтовима.
- Бјарни Херјолфсон, нордијско-исландски трговачки капетан и истраживач тог подручја који је открио копнени део Америке.
- Завршена је кинеска енциклопедија „Најлепши цветови у башти књижевности“, једна од четири велике књиге песама, са укупно 1.000 томова.

### Август
- 17. август — Битка код Трајанових врата

## Смрти
- 2. март — Лотар Француски, француски краљ (* 941.)